# Trolle
Trolle är ett namn, som burits eller ingått i namn som burits av flera släkter. En adelsätt från Småland för ett huvudlöst troll i sitt vapen och  kan följas tillbaka till 1300-talet.  Ätten af Trolle adlades 1758 med ett liknande vapen och med anspråk på gemensam härstamning.
En ofrälse släkt Trolle är vidare känd sedan 1500-talet. Släkter med namnen Trolle-Bonde, Trolle-Löwen och Trolle-Wachtmeister samt Trolle-Lindgren härstammar på mödernet från adelsätterna Trolle respektive af Trolle.

## Historik – adelsätten Trolle
Stamfader var riddaren Birger Knutsson, kallad Birghe Trulle (död tidigast 1367). 
Gunnar Trolle fick frälsebrev år 1407 av kung Erik av Pommern. Frälsebrevet, som är ett av de äldsta i Sverige, förvaras på Riksarkivet i Stockholm.
| ”         | Konung Erik utfärdar frälsebref för sin tjänare Gunnar Trolle. | „ |
| – DF 1250 |                                                                |   |

Birger Knutssons son väpnaren Birger Birgersson (Trolle) den äldre (död tidigast 1440) på Bo (nu Trollebo) i Lemnhults socken i Njudung,  gifte sig år 1400 med Ingeborg Arvidsdotter, dotter till väpnaren och häradshövdingen Arvid Bengtsson (lejonansikte). Hon var tidigare gift med Karl Magnusson (stjärna) av Bergkvaraätten och ärvde godset Bergkvara av honom vid hans död.
De blev föräldrar till riksrådet Birger Trolle den yngre (död 1471) på Bergkvara slott i Bergunda socken i Småland, som var far till Arvid Birgersson. Dennes son Erik Arvidsson blev far till Gustav Trolle.
Eriks halvbror, riddaren Joachim Trolle (död 1546), bosatte sig i Danmark och förvärvade egendomar i Skåne, samt blev stamfar för en dansk släktgren Trolle genom sin son, som var farfar till danska riksrådet och ståthållaren i Norge Niels Trolle (1599–1667). Släkten räknas därför också som dansk uradel.
Den svenska grenen dog egentligen ut 1568 med Erik Trolles brors riksrådet Ture Arvidsson Trolles son underamiralen Arvid Turesson Trolle (död 1568) på Bergkvara.
Men Niels Trolles son ryttmästaren Arvid Nielsson Trolle (1653–98) på Näs (nu Trollenäs) i Skåne introducerades 1689 på svenska Riddarhuset, varifrån samtliga nu levande medlemmar av släkten Trolle härstammar. Den danska släktgrenen dog ut i Danmark 1787 med hans sonsons sonson.
Kammarherren Nils Trolle (1777–1827) erhöll 1816 friherrlig värdighet för sig och sina efterkommande enligt 37 § i 1809 års regeringsform.

## Andra släkter med Trolle i namnet

### Fredrik Trolles dispositioner
Flera kända släkter eller släktgrenar har Trolle som en del av namnet. Tre av dessa har sitt ursprung i de fideikommiss Fredrik Trolle (1693–1770) skapade för sina döttrar och deras efterkommande. De omfattade egendomar, vars namn ändrades så att "Trolle" blev en del av namnet, och där innehavaren, som måste vara adlig, skulle lägga "Trolle" till sitt tidigare namn.  
För dottern Fredrika Vivika (1721–1806), skapades 1755  Trolleholms fideikommiss, tidigare kallat Eriksholm i nuvarande Svalövs kommun. Hon var gift med greve Gustaf Bonde i dennes andra äktenskap. Deras ättlingar har därför haft namnet Trolle-Bonde. 
Den andra dottern Sofia Elisabet Aurora (1722–1757) var gift med mösspolitikern friherre Fabian Löwen (1699–1773). För deras son Axel Vilhelm Löwen (1745–1782) avsattes ett belopp för inköp av en lämplig fideikommissegendom. Detta blev först realiserat  1800, då den senares son Axel Fabian Löwen (1775–1829) köpte Ludgonäs i nuvarande Nyköpings kommun och gav den namnet Trollesund. Innehavare av detta fideikommiss har från 1809 burit namnet Trolle-Löven.
Till dottern Hilda Birgitta (1727–1808) och hennes man Carl Wachtmeister (1720–1792) skapades Trollebergs fideikommiss i nuvarande Lunds och Staffanstorps kommuner. Denna egendom hade tidigare namnet Värpinge, och innehavarna av fideikommisset antog nu namnet Trolle-Wachtmeister. Deras sonson Hans Gabriel Trolle-Wachtmeister, vars mor ärvt Ljungby slott i nuvarande Kristianstads kommun, fick 1830 överfört de Trollebergs fideikommissrättigheter dit, och detta slott har därefter haft namnet Trolle-Ljungby. 
Fredrik Trolle skapade även ett fideikommiss av det av honom själv bebodda Näs i nuvarande Eslövs kommun. Det fick därvid namnet Trollenäs. Med förbigående av sonen Arvid Trolle (1724–1797) var det avsett för sonsonen Fredrik Trolle (1756–1775) och dennes arvingar.

### Adelsätten af Trolle
Denna släkt, som fick namnet af Trolle vid adlandet 1758, uppgavs härstamma från en dansk gren av släkten Trolle och har fått  ett vapen som är snarligt den svenska Trolle-släktens. Släktskapen och den danska härstamningen är emellertid osäker.
Släkten med namnet Trolle-Lindgren härstammar från  stadsveterinären Emil Otto Lindgren (1868–1932) och hans hustru Christina Alice Charlotta af Trolle, som var dotter till författaren Henrik af Trolle.

### Ofrälse släkt
En släkt med efternamnet Trolle härstammar från Gunnar Israelis Trolle, (1589–1655), kyrkoherde i Bottnaryds pastorat, idag i Jönköpings kommun.

## Personer med efternamnet Trolle alfabetiskt ordnade
- Alice Trolle (1882–1953), sjuksköterska och författare
- Alice Trolle-Wachtmeister(1926–2017), överhovmästarinna och slottsfru
- Arvid Trolle (olika betydelser)
  - Arvid Trolle (aktiv 1470–1505), lagman
  - Arvid Trolle (död 1568), underamiral
  - Arvid Trolle (1653–1698), dansk-svensk ryttmästare
  - Arvid Trolle (1724–1797), historiker och kammarherre, "Galna Trollen"
- Axel Trolle-Wachtmeister (1812–1897), kammarherre, ämbetsman och tecknare
- Beata Trolle, flera personer utan egna artiklar
- Birger Trolle, flera personer
  - Birger Knutsson (Trolle) (död senast 1367), riddare, stamfader
  - Birger Trolle den äldre (död omkring 1446), riddare
  - Birger Trolle den yngre (omkring 1401–1471), riddare och riksråd
- Birgitta Trolle(1937–2006), motorsportpionjär
- Carl Trolle-Bonde (1843–1912), lantbrukare, skriftställare och politiker
- Carl Axel Trolle, flera personer
  - Carl Axel Trolle (1810–1879), lanthushållare och riksdagsman
  - Carl Axel Trolle den yngre (1862–1919), jurist, lantbrukare och riksdagsman
  - Carl-Axel Trolle (1934–1997), lantmästare
- Elsa af Trolle (1886–1953), författare, översättare och manusförfattare
- Elsa Trolle Önnerfors (född 1971), rättshistoriker
- Erik Trolle (olika betydelser)
  - Eric Trolle (1863–1934), diplomat, ämbetsman och politiker
  - Erik Trolle (omkring 1460–1529 eller 1530), kyrkoman, lagman, riksråd och riksföreståndare
  - Erik Trolle (domprost) (död 1459)
  - Erik Trolle (1901–1981),godsägare
- Fredrik Trolle (1693–1770), godsägare och politiker
- Georg af Trolle (1834–1893), kommendörkapten och tecknare
- Georg Henrik Johan af Trolle (1764–1824), militär och guvernör
- Georg Herman af Trolle (1680–1765), sjömilitär
- Gunnar Joannis Trolle (död 1583), domprost
- Gustaf Trolle (1488–1535), ärkebiskop
- Gustaf Trolle-Bonde (1773–1855), mecenat
- Gustaf Trolle-Bonde den yngre (1802–1884), militär, hovman och godsägare
- Hans Gabriel Trolle-Wachtmeister (1782–1871), ämbetsman, en av rikets herrar, justitiekansler
- Hans-Gabriel Trolle-Wachtmeister (född 1923), godsägare
- Henrik af Trolle, flera personer
  - Henrik af Trolle (militär) (1730–1784), sjömilitär
  - Henrik af Trolle (författare) (1829–1886)), sjömilitär och romanförfattare
- Herluf Trolle (1516–1565), dansk amiral och riksråd
- Herman af Trolle (född 1943), diplomat
- Herved af Trolle (1905–1966), jurist
- Ingrid af Trolle (1920–2008), författare och djurskyddare
- Ingrid Hjelt af Trolle (född 1949), diplomat
- Israel Trolle (1716–1795), landshövding
- Joachim Trolle (1475–1546), riksråd och lagman
- Johan Trolle (1731–1794), borgmästare
- Marika af Trolle (född 1952), målare, totograf och keramiker
- Mette Trolle (1637–?), dansk adelsdam
- Nils Trolle (olika betydelser)
  - Niels Trolle (1599–1667), norsk ståthållare
  - Nils Trolle (1777–1827), hovman
  - Nils Trolle (1859–1930),  hovman och politiker
  - Nils Trolle (1924–2010), lanthushållare
- Nils Fredrik Trolle (1755–1810), präst
- Orvar Trolle (1900–1997), simmare
- Rolf Trolle (1883–1972), målare, tecknare och grafiker
- Ture Trolle (omkring 1490–1555), riksråd
- Ulf af Trolle (1919–1997), företagsekonom, företagskonsult
- Ulf Trolle-Lindgren (född 1935), silversmed, skulptör och målare

## Personer i adelsätten Trolle kronologiskt ordnade
- Birger Knutsson (Trolle) (död tidigast 1367), svensk riddare, ättens äldsta kända stamfader.
- Birger Birgersson (Trolle) d.ä. (död tidigast 1440), den föregåendes son; svensk väpnare.
- Birger Birgersson (Trolle) d.y. (cirka 1401–1471), den föregåendes son; svenskt riksråd
- Arvid Trolle (död 1505), den föregåendes son; svenskt riksråd.
- Erik Trolle (cirka 1460–1529/30), den föregåendes son; svensk riksföreståndare.
- Gustav Trolle (cirka 1488–1535), den föregåendes son; svensk ärkebiskop.
- Ture Arvidsson Trolle (cirka 1490–1555), son till Arvid Trolle (död 1505), halvbror till Erik Trolle; svenskt riksråd.
- Arvid Trolle (död 1568), den föregåendes son; svensk underamiral; den siste av den äldre svenska Trolleätten.
- Joachim Trolle (död 1546), son till Arvid Trolle (död 1505), halvbror till Erik Trolle och Ture Arvidsson Trolle; dansk amiral, stamfader för Trolleätten i Danmark och Norge.
- Herluf Trolle (1516–1565), den föregåendes son, dansk amiral och psalmdiktare.
- Niels Trolle (1599–1667), norsk ståthållare
- Arvid Nielsson Trolle (1653–1698), den föregåendes son; dansk-svensk ryttmästare, stamfader för de nyare svenska Trolleätterna.
- Fredrik Trolle (1693–1779), den föregåendes son; lanthushållare, instiftare av fideikommissen Trolleholm, Trolleberg, Trolle-Ljungby och Trollenäs.
- Arvid Trolle (1724–1797), den föregåendes son; historiker och original, känd som "Galna Trollen".
- Nils Trolle (1777–1827), den föregåendes son; upphöjd till friherre 1816.
- Carl Axel Trolle (1810–1879), den föregåendes son; lanthushållare och riksdagsman.
- Nils Trolle (1859–1930), den föregåendes son; godsägare och hovjägmästare.
- Carl Axel Trolle den yngre (1862–1919), den föregåendes bror; jurist, godsägare och riksdagsman.
- Eric Trolle (1863–1934), den föregåendes bror; utrikesminister, landshövding och riksmarskalk.
- Erik Trolle (1901–1981), den föregåendes son; godsägare och kammarherre
- Nils Trolle (1924–2010), friherre, från 1984 förvaltare av Trollenäs slott och slottspark.
- Carl-Axel Trolle (1934–1997), son till Erik Trolle (1901–1981); lantmästare.
- Birgitta Trolle (1937-2006), dotter till Erik Trolle (1901–1981); bilsportpionjär, resebyråanställd.
- Ulf Trolle, son till Nils Trolle (1924–2010), friherre, från 1973 VD i Trollenäs Gods AB.
- Elsa Trolle Önnerfors (född 1971), doter till Carl-Axel Trolle, rättshistoriker

Det finns 154 personer i Sverige som heter Trolle, och namnet bärs inte endast av den adliga släkten eller befryndade. Trolle är även ett förnamn.

## Byggnader och platser med anknytning till släkten

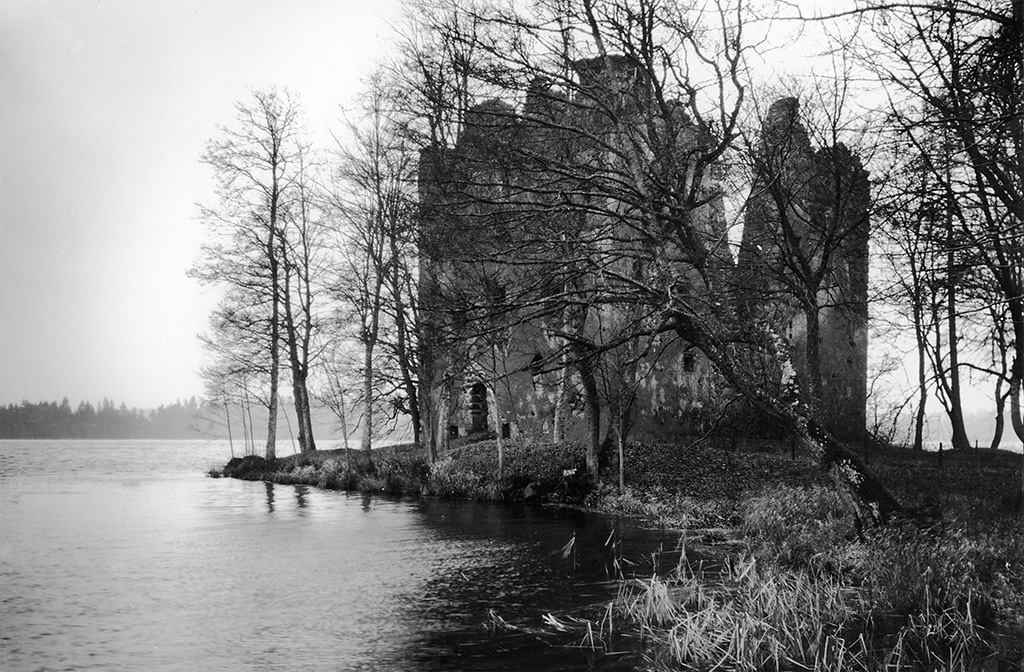
Borgruinen i Bergkvara i Småland

- Trolle-Ljungby slott
- Trolleberg
- Trolleholm
- Trollenäs
- Trollesund